# سلطانوفکا
سلطانوفکا (انگلیسی: Sultanovka) یک شهرک در شهرستان داولکانوفسکی در استان باشقیرستان کشور روسیه است.